# Náhuatl clásico
El náhuatl clásico (autoglotónimo: tēcpillàtōlli) o mexicano colonial es la variedad de dialectos del idioma náhuatl o mexicano que fue hablada y escrita por los novohispanos del Valle de México (después de la conquista del Imperio mexica) con el estatus de idioma oficial en el Virreinato de Nueva España.
Se utilizó durante el periodo virreinal español debido al prestigio que tenía y a las leyes españolas que reconocían (en cierta manera) los derechos de los “naturales” de hablar su propia lengua; además sirvió como lengua de apoyo para la evangelización.
Su uso semi-estandarizado continuó hasta principios del siglo XIX, habiendo documentos escritos no solo en el Valle de México, sino también en Tlaxcala, Puebla, Querétaro, Jalisco e incluso Chiapas y Guatemala. Debido a su nombre, se ha creído por error que es la lengua madre de todas las variantes del idioma; no todas las variantes descienden del náhuatl clásico ni todos los documentos antiguos están escritos en ésta.
Considerada una lengua muerta, algunas personas aprenden la lengua mexicana clásica, principalmente comunidades de historiadores, investigadores y escritores que no tienen necesariamente este idioma como lengua materna, a diferencia de los hablantes nativos de diversas zonas del país.
Asimismo, por el rico legado de documentos existentes escritos durante el periodo virreinal, se puede considerar que esta variante sigue viva a través de ellos, de la misma forma que se puede considerar que lo está el latín clásico.

## Historia
Durante el Período Posclásico, el náhuatl se estaba volviendo cada vez más refinado debido a la compleja vida de la época. Entre los siglos XIV y XV, esta tendencia creció, principalmente debido a autores como Tecayehuatzin de Huexotzingo, Temilotzin de Tlatelolco, Nezahualcóyotl y Nezahualpilli de Texcoco. De esta forma nació la lengua clásica o tēcpillàtōlli.

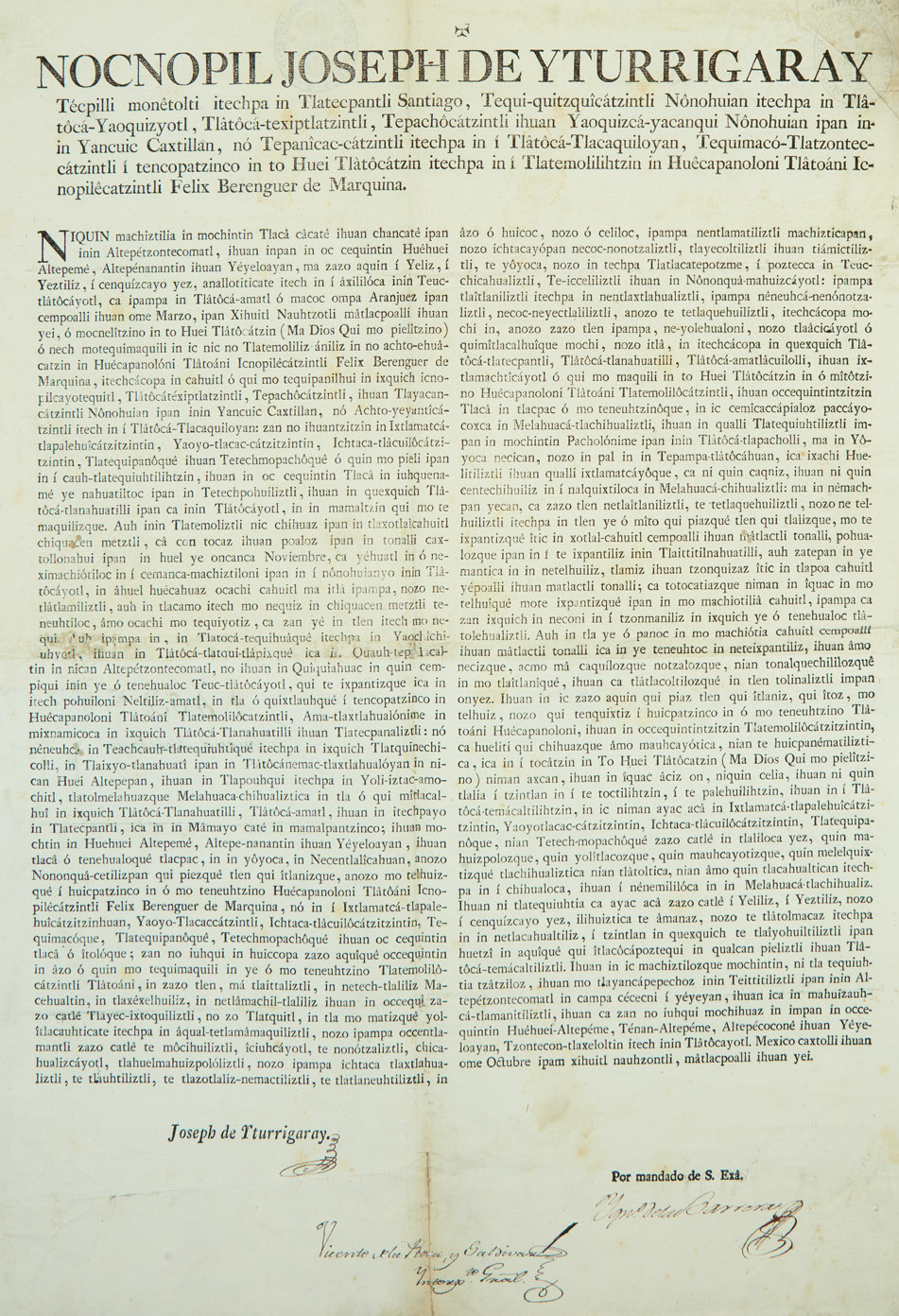
Bando oficial emitido en 1803 por el gobierno novohispano en lengua mexicana.

Se clasifica usualmente como una variedad del náhuatl central, relacionado con el náhuatl hablado en Texcoco en la actualidad. La ramificación del náhuatl ya existía desde el siglo V, que poco a poco, fue marcando sus diferencias. Hacia el año 1000 d. C. ya existía la oposición entre “náhuatl occidental” y “náhuatl oriental”, y había una diferenciación en áreas específicas como Centroamérica, la Costa del Golfo o Puebla. El idioma hablado alrededor del año 1500 ya era diferenciado localmente, se distinguía a un hablante de Texcoco de uno de Tenochtitlan, al igual que había diferencias con el habla de Chalco, de Tlaxcala, de Cuetlaxcoapan (Puebla) o de Cuauhnahuac (Cuernavaca).
En la misma capital del Imperio mexica, la ciudad de México-Tenochtitlan, existía variación en cuanto al habla de los nobles y la gente común; la primera llamada tēcpillàtōlli (lenguaje culto y elegante) y la segunda mācēhuallàtōlli (lenguaje común o de la gente). Esta relación es similar a la del latín clásico con el latín vulgar en el Imperio romano.
Por lo tanto, los documentos escritos durante el periodo virreinal, aunque tratados como una unidad, representan diferentes variantes o adaptaciones en otros casos (como algunos documentos de Jalisco o Guatemala escritos en náhuatl clásico). También en estos es visible cómo, con el tiempo, la lengua fue cambiando por influencia del español, tanto gramaticalmente como fonológicamente.

## Fonología
Tanto la fonología del náhuatl clásico como del moderno se ha idealizado y es presentado con un rigor de pronunciación por medio de grafemas simples (a diferencia de los lingüísticos), cuando la realidad es que cualquier lengua presenta variaciones sutiles, raras veces registradas. Por lo que el siguiente cuadro muestra la mayor aproximación posible a los fonemas reconstruidos por los especialistas, de una lengua hablada hace alrededor de 500 años.
Consonantes
El náhuatl clásico emplea las siguientes consonantes en AFI:
|           | Bilabial | Alveolar | Alveolar | Palatal | Velar  | Velar | Glotal |
| central   | Bilabial | lateral  | Simple   | Palatal | Labial |       | Glotal |
| --------- | -------- | -------- | -------- | ------- | ------ | ----- | ------ |
| Oclusiva  | p        | t        |          |         | k      | kʷ    | ʔ      |
| Africada  |          | t͡s       | t͡ɬ       | t͡ʃ      |        |       |        |
| Fricativa |          | s        |          | ʃ       |        |       |        |
| Sonorante | m        | n        | l        | j       |        | w     |        |

#### Vocales
|         | Anterior | Posterior |
| ------- | -------- | --------- |
| Cerrada | i, iː    | o, oː     |
| Media   | e, eː    | o, oː     |
| Abierta | a, aː    | a, aː     |

#### Fonotáctica
Las estructura silábica del náhuatl es (C)V(C); es decir, puede haber como máximo una consonante (C) al principio y al final de una vocal (V), sea corta o larga.
Las sonorantes /n/, /l/ y /w/ se vuelven sordas al final de la sílaba. De la misma manera, /j/ también se ensordece volviéndose una /ʃ/ en posición final. La consonante sonora /m/ es la única que no se ensordece en la posición final porque nunca aparece en esa posición para empezar.

## Escritura

### Escritura mexica

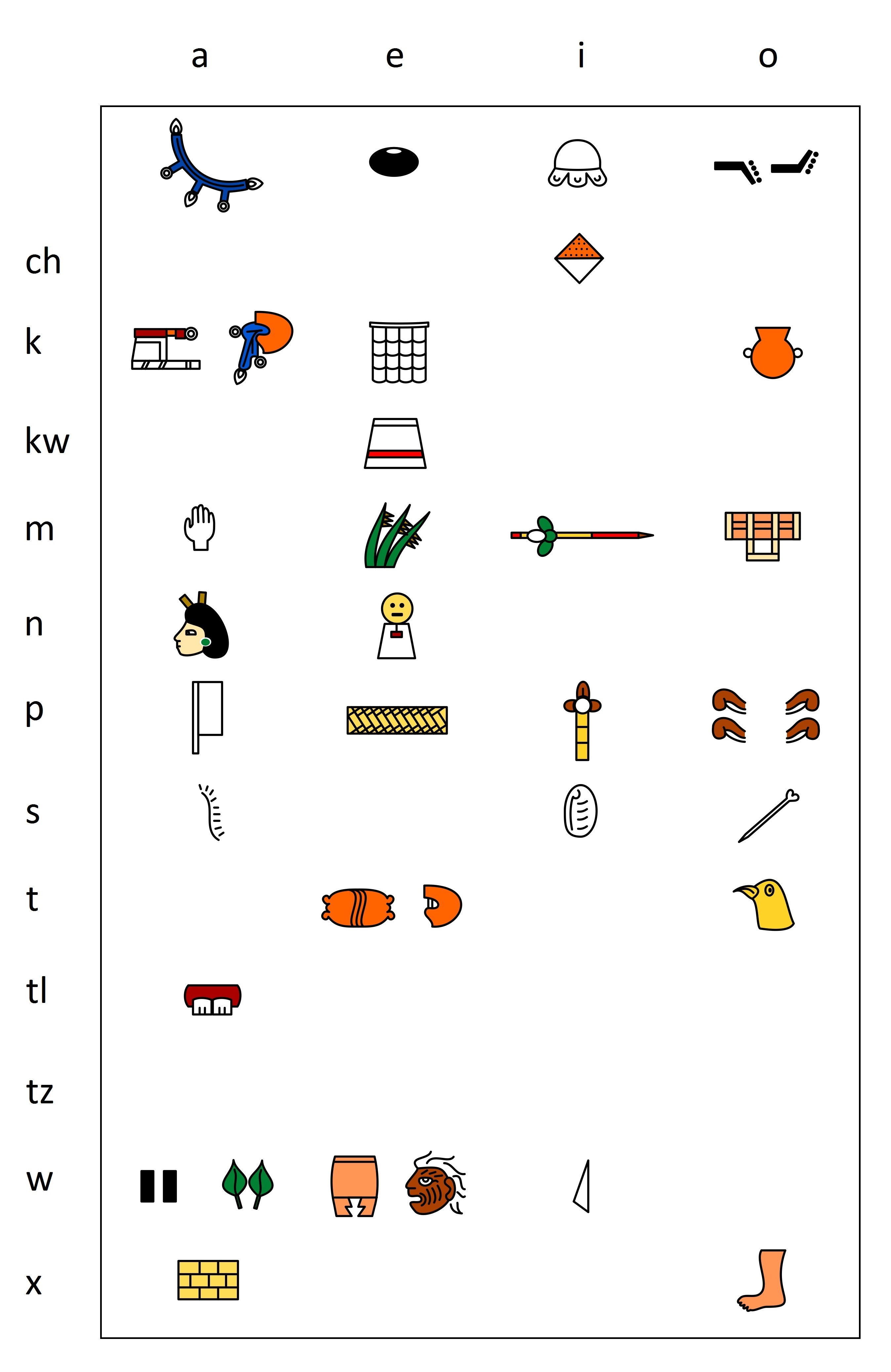
Silabario mexica en el AFI de acuerdo con Lacadena y Wichmann.

Los tlacuilos (escribas), macehuales (campesinos) y pochtecas (comerciantes) utilizaban la escritura mexica para escribir y utilizar los códices topográficos y los catecismos testerianos, de desciframiento reciente. La literatura mexica se registraba en amoxtli en piel de venado, papel de maguey, papel de palma (izotl) o papel amate. El papel amate se utilizaba de manera extensiva con fines religiosos y comerciales (superficie de escritura, artículos rituales, documentos de transacciones económicas, registros de inventarios, etc). Entre los documentos más conocidos hechos con papel amate se encuentran el Códice Fejérváry-Mayer, el Códice Borgia y el Códice de Dresde.
La existencia de logogramas y han sido documentados desde la conquista. Recientemente, el aspecto fonético de su sistema de escritura ha sido descubierto, aunque muchos de los caracteres silábicos ya habían sido documentados desde el siglo XVI por Bartolomé de las Casas y analizados al menos desde 1888 por Zelia Nuttall y Aubin en 1885. Hay símbolos convencionales para las sílabas y logogramas, los cuales actúan como símbolos de palabras o en referencia a su rebus. La escritura logosilábica aparece en esculturas, como la Piedra de Tízoc, y en objetos pintados, como en el caso de los códices.

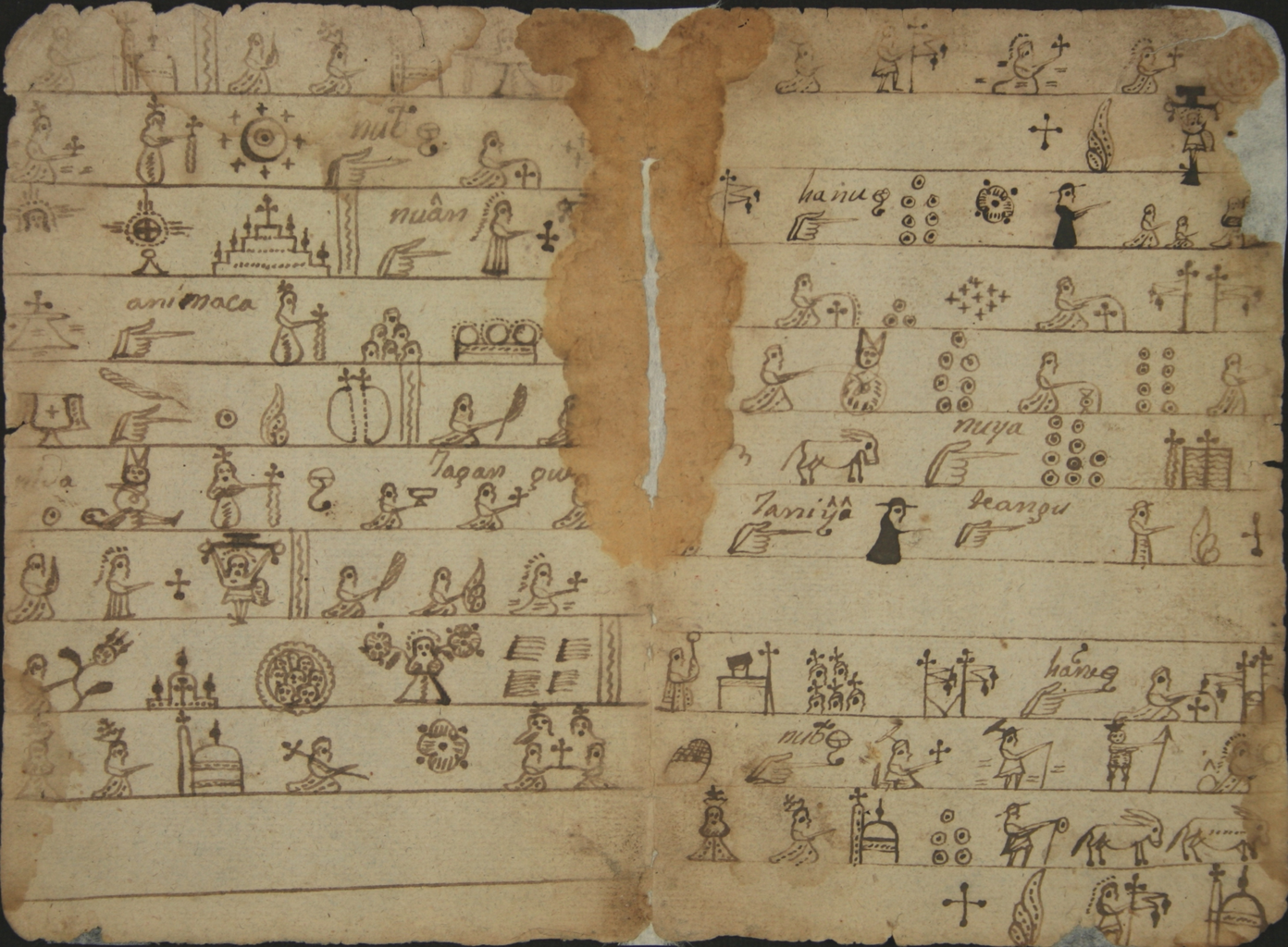
Escritos de un catecismo testeriano de principios del.

Los catecismos testerianos son documentos que fueron utilizados en la evangelización en la Nueva España, que se caracterizan por explicar los preceptos de la doctrina católica a través de imágenes basadas en convenciones indígenas previas a la Conquista de México e incorporando algunas veces escritura occidental en español y otras lenguas. Deben su nombre a Jacobo de Testera (o Jacobo de Tastera), religioso que recopiló catecismos de este tipo de sus autores indígenas.

### Alfabeto latino
La escritura del idioma náhuatl con caracteres latinos está ligada al desarrollo de la escritura del castellano. Ha existido una evolución de la ortografía clásica desde la llegada de los españoles hasta la actualidad. Por ello, casi siempre se han visto espejeadas las reglas de un idioma sobre el otro. A esta forma de escribir el mexicano se le llama "escritura tradicional”. A partir de los años 30 comenzó una valorización de la lengua de manera fonológica y se buscó escribirla y reglamentarla con base en sus propias características, lo que algunos llaman “escritura moderna” que puede ser visto como un sistema mejorado de escritura. La escritura moderna tiene mucho mayor uso en las variantes modernas que en la variante clásica.
Mientras el sistema tradicional considera, por ejemplo, tlanēxtiliztli (luz, claridad) como una sucesión de CCV-CVC-CV-CVC-CCV, donde existe al inicio una sílaba con dos consonantes, y las marcadas en negritas una sucesión de tres consonantes; la realidad nahua considera que /tɬ/ o /ƛ/ es una consonante (y no dos), por lo que su pronunciación es fluida y clara. Esta consonante suele ser mal pronunciada incluso por comunicadores que aplican las reglas del español al pronunciar tlācatl, que separan las consonantes al final y suena tla-ca-t-l (CV-CV-C-C), siendo que debe pronunciarse como un chasquido en una sola emisión de voz (CV-CVC).
El mismo sistema tradicional en cuestión fonológica, al pronunciar una palabra como āhuēhuētl (se escucha aueuetl) lo considera un pentátongo (cosa inexistente en español), es decir, una reunión de cinco vocales, A-U-E-U-E-. Cuando la realidad nahua lo ve como tres sílabas: a-we-wetl (V-CV-CVC) al considerar el fonema /hu/ = /w/ como una consonante (técnicamente una semiconsonante).

### Ortografías más comunes
En el cuadro siguiente se presentan los fonemas y grafemas del náhuatl clásico.
| Letras de las ortografías más usadas en náhuatl clásico | Letras de las ortografías más usadas en náhuatl clásico | Letras de las ortografías más usadas en náhuatl clásico | Letras de las ortografías más usadas en náhuatl clásico | Letras de las ortografías más usadas en náhuatl clásico | Letras de las ortografías más usadas en náhuatl clásico | Letras de las ortografías más usadas en náhuatl clásico | Letras de las ortografías más usadas en náhuatl clásico | Letras de las ortografías más usadas en náhuatl clásico | Letras de las ortografías más usadas en náhuatl clásico | Letras de las ortografías más usadas en náhuatl clásico | Letras de las ortografías más usadas en náhuatl clásico | Letras de las ortografías más usadas en náhuatl clásico | Letras de las ortografías más usadas en náhuatl clásico | Letras de las ortografías más usadas en náhuatl clásico | Letras de las ortografías más usadas en náhuatl clásico | Letras de las ortografías más usadas en náhuatl clásico | Letras de las ortografías más usadas en náhuatl clásico | Letras de las ortografías más usadas en náhuatl clásico | Letras de las ortografías más usadas en náhuatl clásico | Letras de las ortografías más usadas en náhuatl clásico | Letras de las ortografías más usadas en náhuatl clásico | Letras de las ortografías más usadas en náhuatl clásico | Letras de las ortografías más usadas en náhuatl clásico | Letras de las ortografías más usadas en náhuatl clásico | Letras de las ortografías más usadas en náhuatl clásico | Letras de las ortografías más usadas en náhuatl clásico | Letras de las ortografías más usadas en náhuatl clásico | Letras de las ortografías más usadas en náhuatl clásico | Letras de las ortografías más usadas en náhuatl clásico | Letras de las ortografías más usadas en náhuatl clásico | Letras de las ortografías más usadas en náhuatl clásico | Letras de las ortografías más usadas en náhuatl clásico | Letras de las ortografías más usadas en náhuatl clásico | Letras de las ortografías más usadas en náhuatl clásico |
| ------------------------------------------------------- | ------------------------------------------------------- | ------------------------------------------------------- | ------------------------------------------------------- | ------------------------------------------------------- | ------------------------------------------------------- | ------------------------------------------------------- | ------------------------------------------------------- | ------------------------------------------------------- | ------------------------------------------------------- | ------------------------------------------------------- | ------------------------------------------------------- | ------------------------------------------------------- | ------------------------------------------------------- | ------------------------------------------------------- | ------------------------------------------------------- | ------------------------------------------------------- | ------------------------------------------------------- | ------------------------------------------------------- | ------------------------------------------------------- | ------------------------------------------------------- | ------------------------------------------------------- | ------------------------------------------------------- | ------------------------------------------------------- | ------------------------------------------------------- | ------------------------------------------------------- | ------------------------------------------------------- | ------------------------------------------------------- | ------------------------------------------------------- | ------------------------------------------------------- | ------------------------------------------------------- | ------------------------------------------------------- | ------------------------------------------------------- | ------------------------------------------------------- | ------------------------------------------------------- |
| a                                                       | c                                                       | ch                                                      | cu, qu                                                  | e                                                       | `, ^                                                    | hu, v                                                   | i, y                                                    | l, lh                                                   | m                                                       | n, ~                                                    | o, u                                                    | p                                                       | qu                                                      | t                                                       | tl                                                      | tz                                                      | x                                                       | y, i                                                    | z, ç                                                    |                                                         |                                                         |                                                         |                                                         |                                                         |                                                         |                                                         |                                                         |                                                         |                                                         |                                                         |                                                         |                                                         |                                                         |                                                         |
| a                                                       | c                                                       | ch                                                      | cu                                                      | e                                                       | h                                                       | hu                                                      | i                                                       | l                                                       | m                                                       | n                                                       | o                                                       | p                                                       | qu                                                      | t                                                       | tl                                                      | tz                                                      | x                                                       | y                                                       | z                                                       |                                                         |                                                         |                                                         |                                                         |                                                         |                                                         |                                                         |                                                         |                                                         |                                                         |                                                         |                                                         |                                                         |                                                         |                                                         |
| Valores fonéticos                                       |                                                         |                                                         |                                                         |                                                         |                                                         |                                                         |                                                         |                                                         |                                                         |                                                         |                                                         |                                                         |                                                         |                                                         |                                                         |                                                         |                                                         |                                                         |                                                         |                                                         |                                                         |                                                         |                                                         |                                                         |                                                         |                                                         |                                                         |                                                         |                                                         |                                                         |                                                         |                                                         |                                                         |                                                         |
| a                                                       | k                                                       | tʃ                                                      | kʷ                                                      | e                                                       | ʔ                                                       | w                                                       | i                                                       | l                                                       | m                                                       | n                                                       | o                                                       | p                                                       | k                                                       | t                                                       | t͡ɬ                                                      | t͡s                                                      | ʃ                                                       | j                                                       | s                                                       |                                                         |                                                         |                                                         |                                                         |                                                         |                                                         |                                                         |                                                         |                                                         |                                                         |                                                         |                                                         |                                                         |                                                         |                                                         |

El segundo alfabeto presenta las siguientes características:
1. Las vocales largas se escriben con un macrón sobre la vocal: ā, ē, ī, ō.
2. El fonema /k/ se escribe <c> ante /a, o/ y se escribe <qu> ante /e, i/; e igualmente /s/ se escribe <z> ante /a, o/ y <c> ante /e,i/.
3. El fonema /w/ se escribe como hu- o -uh según fuera antes o después de vocal.
4. /kʷ/ se escribe <cu->, <qu-> o <-uc> según sea antes o después de vocal.

## Literatura
Se conservan escritos con pretensiones literarias previos a la conquista de México, los más conocidos son los de Nezahualcóyotl (1402-1472), tlahtoani de Tezcoco y que escribió numerosos poemas; el hijo de Nezahualcóyotl, Nezahualpilli (1464-1515) también cultivó la literatura. Otros autores del período precolonial fueron Macuilxochitzin, Tlaltecatzin de Cuauhchinanco y Cuacuatzin de Tepechpan.
De la época virreinal una de las obras más importantes es el relato conocido como Nican mopohua (1649) de Antonio Valeriano. Durante esta época, numerosos clérigos, como fray Bernardino de Sahagún, recopilaron un importante número de leyendas, mitos y escritos en esta variedad de náhuatl.

## Frases de ejemplo
Ycuac neçico Pelon tomin.
En este rato aparecieron las monedas del Perú.
Yn tecpilli tlaçòtli, uel tlaçòtli, tlaçòtli yn iiollo.
El noble es estimado, muy estimado, noble de nacimiento.
Ỹ ichpochnemi ỹ quimana axcã ytlacallaquil ye chiuhcnahui tomin yhuã medio.
Las solteras ahora pagan como tributo nueve reales y medio.
Muchi tlacatl itlaço. Aiac itzcuin iuiiaio.
Todas las personas tienen su estima. Él no es el perro de nadie.
Cuix in, yquac aca omomiquili in àço mohuayolqui in àço, oc çe tlacatl.
Cuando alguien murió, tal vez su pariente o tal vez alguna otra persona.
Ynic monotza tecpilpa.
Así se conversaron entre los nobles.